# Макроэкономика
Макроэконо́мика (от др.-греч. μακρός — «длинный», «большой», οἶκος — «дом» и νόμος — «закон») — раздел экономической теории, изучающий функционирование экономики в целом, экономическую систему как единое целое, совокупность экономических явлений. Впервые термин был употреблён Рагнаром Фришем 14 августа 1934 года. Основателем современной макроэкономической теории считается Джон Мейнард Кейнс, после того, как в 1936 году он выпустил свою книгу «Общая теория занятости, процента и денег» (англ. The General Theory of Employment, Interest, and Money).

## Основные проблемы макроэкономики
Наука макроэкономика занимается вопросами, ответ на которые невозможно найти на микроэкономическом уровне: изучаемые макроэкономикой проблемы являются общими для экономики в целом. Макроэкономическими проблемами можно назвать:
- Экономический рост, экономические циклы: Что такое экономический рост? Как определить темпы экономического роста? Какие факторы могут влиять на экономический рост? Как экономический рост влияет на развитие рассматриваемой страны?[2]
- Безработица: Кто такие безработные? Является ли безработица положительным или губительным фактором для экономики? Как бороться с безработицей? Как можно определить различные уровни безработицы в стране? На что влияет безработица?[2]
- Общий уровень цен: Что подразумевают под общим уровнем цен? Как изменения в ценовом уровне влияют на состояние экономики? Что такое инфляция? Какая инфляция полезна, а какая вредна?[2]
- Денежное обращение, уровень ставки процента: Какова роль денег в макроэкономике? Что влияет на общую ставку процента и на что она влияет в экономике?[2]
- Государственный бюджет: Как государство регулирует свои доходы и расходы? Как зависят такие критерии как благосостояние общества или развитие бизнеса в стране от изменений в государственном бюджете?[2]
- Торговый баланс: Как страна осуществляет международную торговлю с другими странами? Как изменения в экспорте и импорте влияют на валютный курс, развитие рассматриваемой страны, состояние мировой экономики?[2]

## История макроэкономической мысли
Макроэкономика как наука зародилась относительно недавно. До 30-х годов двадцатого века самого термина «макроэкономика» просто не существовало как такового. С 1940 по 1977-е годы идет «консолидация» этой науки, а с 1980-х годов и позднее начинается плодотворное развитие макроэкономики. Несмотря на это, ещё с более ранних времен развивались все новые и новые макроэкономические идеи, объясняющие поведение экономики, причины, по которым стоит или не стоит использовать ту или иную экономическую политику для её развития, разницу между долгосрочным и краткосрочным периодами в экономике и другие факторы. Некоторые из них противоречили друг другу. Таким образом, появилось немало сторонников разных макроэкономических идей; появились целые школы макроэкономической мысли.

### Ранние представления о макроэкономике

#### От меркантилизма до марксизма
Несмотря на относительную молодость макроэкономики, изучение экономики на макроуровне началось задолго до «Кейнсианской революции».
В XV веке зародился меркантилизм, первая экономическая школа, на развитие которой особо заметно повлияли Антуан де Монкретьен, Уильям Стаффорд, Томас Ман, Жан Батист Кольбер. Обсуждались такие проблемы, как увеличение денежного обеспечения путём вмешательства законодательной власти в экономику, поддержка торгового баланса (за счет поддержки экспорта произведенных в данной стране товаров и ограничения импорта); большое внимание меркантилисты уделяли сфере денежного обращения.
В середине XVIII века образуется школа физиократов (Франсуа Кенэ, Анн Робер Жак Тюрго, Виктор Мирабо и Пьер Поль Мерсье де Ла Ривьер). Развивая свои идеи, физиократы основывались на главенствующей роли сельского хозяйства. Так, одна из самых ранних и известных экономических моделей, таблица Кенэ, объясняет обращение «чистого продукта» только с точки зрения сельского производства, подразделяя все общество на производительный, «бесплодный» классы и на собственников.
В XIX веке зарождаются марксизм и марксистская политическая экономия, основателями которых являются Карл Маркс и Фридрих Энгельс. Экономическое учение Маркса значительно повлияло на развитие макроэкономической теории. Вводятся и активно развиваются новые понятия, такие как прибавочная стоимость, производственные отношения, простое и расширенное воспроизводство.

#### Классическая школа
Сторонников саморегулируемой экономики считают приверженцами классической или неоклассической макроэкономической мысли. Данная школа была основана ещё в семнадцатом веке. В конце XVIII века начинается второй этап развития классической экономической теории. Данный период ознаменован значительным влиянием Адама Смита и его «принципа невидимой руки». Появляются гипотезы о вечной стабильности экономики, зарождается теория «laissez-faire», которая гласит, что на всех рынках действует совершенная конкуренция, все цены регулярно изменяются в зависимости от состояний спроса и предложения, рынок способен самостоятельно прийти в равновесие. В девятнадцатом веке приходят такие экономисты как Давид Рикардо и Томас Мальтус. Именно в этот период было сформулировано предположение о том, что в макроэкономике не может быть дисбаланса совокупных спроса и предложения, поскольку последнее «само порождает совокупный спрос». Данное утверждение было сделано выдающимся французским экономистом Жаном Батистом Сэем и было названо законом Сэя.
Для сторонников классической модели основной проблемой в экономике является ограниченность ресурсов, для них не существует разницы между краткосрочным и долгосрочным экономическими периодами. Данная модель фактически перестала работать к началу XX века, когда во времена Второй мировой войны и Великой депрессии 1930-х годов, мировая экономика была не в состоянии оправиться самостоятельно. Основными представителями неоклассической макроэкономической мысли являются Альфред Маршалл, Леон Вальрас, Артур Пигу и другие.

##### Австрийская школа
Представители австрийской экономической школы, зародившейся в конце XIX века, подчеркивают роль самоорганизующей силы рыночного ценового механизма. Основой данного подхода является утверждение, что сложность человеческого поведения и постоянное изменение характера рынков делает математическое моделирование в экономике исключительно сложным (если вообще возможным). При изучении макроэкономических проблем, включая изучение природы денежного цикла, австрийцы делают акцент на гетерогенность и временну́ю структуру капитала.
Основными представителями австрийской школы считаются Карл Менгер, Ойген фон Бём-Баверк, Людвиг фон Мизес. В число известных экономистов XX века, относимых к австрийской школе, также входят Генри Хэзлитт, Мюррей Ротбард и нобелевский лауреат Фридрих фон Хайек.

### «Кейнсианская революция» и зарождение современной макроэкономики
Кейнсианская экономическая школа была основана британским экономистом Джоном Мейнардом Кейнсом в 1936 году, когда он опубликовал свою книгу «Общая теория занятости, процента и денег». К этому времени Великая Депрессия пошатнула веру в классическую, саморегулируемую экономику. Кейнс, исходя из своих исследований, опыта Первой мировой войны и Великой Депрессии 1929—1933 годов, пришёл к заключениям, практически полностью опровергавшим идеи классицизма.
Во-первых, он показал, что на рынке не может оперировать только совершенная конкуренция. Во-вторых, Кейнс предположил, что в краткосрочном периоде цены могут «залипать», то есть не меняться в течение небольшого промежутка времени. Для представителя кейнсианской мысли экономика может быть нестабильной: Кейнс был уверен, что в определенных ситуациях рынок не в состоянии поддержать себя сам; иногда государство должно вмешиваться в экономику, чтобы устранить «неполадки». Таким образом, Кейнс был сторонником смешанной экономической системы.
Вскоре появилось большое количество последователей экономической теории Кейнса. Зарождаются так называемые неокейнсианство и «новое кейнсианство» во второй половине двадцатого века, цель которых — «вписать кейнсианство в стандарты современного экономического анализа» и найти связь с более ранними, неоклассическими идеями. Популярность кейнсианской макроэкономической школы значительно возросла во время мирового финансового кризиса, начавшегося в 2007 году. Основными сторонниками кейнсианской экономической школы можно назвать также Уильяма Филипса, Бена Бернанке, Джеймса Тобина и Грегори Мэнкью.

### Вторая половина XX века

#### Монетаризм
Монетаризм зарождается в шестидесятые годы двадцатого века. Данная школа основывается на том, что предложение денег в экономике является главным критерием её развития. Монетаристы считают, что согласно монетарному правилу, экономика всегда стабильна и функционирует на полном уровне занятости ресурсов, если предложение денег меняется с постоянной скоростью. Также, для приверженцев монетаристской школы долгосрочный период в экономике играет большую роль, чем краткосрочный. Знаменитое уравнение количественной теории денег (MV = PQ) была сформулирована Ирвингом Фишером, что стало одной из важных составляющих монетаристской школы.
Монетаристы часто спорят с «кейнсианцами» по поводу эффективности проведения монетарной и фискальных политик. Последние считают, что спрос на деньги крайне чувствителен к равновесной ставке процента, из-за чего увеличение предложения денег не сильно помогает увеличить объём совокупного выпуска; представители кейнсианской мысли полагают, что фискальная политика намного эффективней монетарной. Монетаристы же, наоборот, верят в эффективность монетарной политики и сомневаются в эффективности фискальной политики, считая, что, наоборот, денежный спрос крайне нечувствителен к ставке процента. Для проведения фискальной политики нередко требуется увеличить размеры государственных закупок товаров и услуг. Для этого государству нужны средства: возрастает спрос на заемные средства, что ведет к росту ключевой процентной ставки. Монетаристы полагают, что последнее приведет к резкому снижению частных инвестиций в экономику, что, в свою очередь, значительно замедлит увеличение совокупного предложения. Подобный эффект называется эффектом вытеснения частных инвестиций (англ. Crowding-out Effect). Таким образом, для монетаристов фискальная политика неэффективна. Монетаристами считаются такие известные экономисты как Милтон Фридман и Эдмунд Фелпс

#### 1970-е: новая классическая макроэкономика
Новая классическая макроэкономика появилась в 1970-е годы благодаря американскому экономисту Роберту Лукасу. Одним из ключевых представителей школы рациональных ожиданий является также Томас Сарджент. Идеи «новых классиков» в большинстве своем основываются на принципах асимметричности информации и рациональности макроэкономических агентов: качество предоставляемой экономической информации является основным критерием поведения экономики в целом. Таким образом, сторонники данной школы предполагают, что если все экономические агенты рациональны в своем поведении, если им предоставляется идеальная информация, то экономика не может быть нестабильной. Также считается, что поскольку люди ведут себя рационально, они не могут «совершить одну и ту же ошибку дважды», то есть способны быстро адаптироваться к любой экономической ситуации. В итоге, все агенты способны прогнозировать то, что может произойти, если государство будет использовать одни и те же методы стабилизации экономики.

#### Конец XX века: новое кейнсианство
Новое кейнсианство представляет собой ответвление кейнсианства. Оно основано в 1991 году благодаря трудам таких влиятельных экономистов, как Грегори Мэнкью, Дэвид Ромер, Оливье Бланшар и Стэнли Фишер. В этом же году под редакцией Мэнкью и Ромера издана в двух томах книга «Новая кейнсианская экономика» («New Keynesian Economics»).
Данная экономическая школа немногим отличается от «основного» кейнсианства. В ней так же предполагается, что все цены «липкие», то есть имеющие способность не изменяться в течение определенного промежутка времени; так же подвергается суровой критике теория «laissez-faire». Однако, предположения «новых кейнсианцев» так же, как и «новых классиков», дополняются гипотезами о несовершенстве информации, что делает данную школу отличной от основного течения кейнсианства.

#### Экономика предложения
Данная идея, по официальным данным, была выдвинута во второй половине 1970-х годов. Впервые подобный термин прозвучал из уст Герберта Штейна, бывшего советника президента США Ричарда Никсона в 1976 году.
Значительный вклад в развитие теории экономики предложения (eng. Supply-side economics) внесли такие экономисты как Артур Лаффер и Роберт Манделл. Приверженцев данной школы иногда называют «саплай-сайдерами» (eng. «Supply-siders»).
По мнению представителей этой школы, необходимо создать все условия населению для эффективного производства товаров и услуг. Таким образом, стимулирование предложений рабочей силы и капитала было важным критерием развития экономики. Как правило, «саплай-сайдеры» активно поддерживают снижение налогов государством, поскольку, в большинстве случаях, фирмы рассматривают налоги как дополнительные издержки на каждую дополнительную единицу продукции, и увеличение налогов может привести к сокращению совокупного предложения, что, в свою очередь, может привести к таким последствиям, как стагфляция и инфляция издержек.

### Начало XXI века: мировой финансовый кризис
Вторая половина 2000-х годов ознаменована началом финансового кризиса во всем мире, который заставил многих экономистов серьёзно задуматься о его причинах. Вскоре стало известно, что так называемый экономический пузырь стал основной причиной данного спада. Под пузырём обычно понимается «вздутие» рынка большим количеством ценных бумаг, в том числе производных, продаваемых по цене, значительно превышающей их реальную стоимость. При этом, ни одна экономическая школа не выдвигала ни гипотез, ни предположений о свойствах, проблемах экономических пузырей и способах борьбы с ними.
Опыт финансового кризиса принес немалые плоды в развитии макроэкономической мысли и положил конец и так хрупкому консенсусу между «кейнсианцами» и «новыми классиками» об эффективности применения фискальной и монетарной политик. Представители обеих школ когда-то вместе пришли к выводу, что монетарная политика должна быть использована для сглаживания бизнес-циклов, однако финансовый крах экономики в это время снова открыл спор по этой теме.

## Современная макроэкономическая теория

### Анализ
Макроэкономика является социальной наукой. Поэтому экономические явления не поддаются точным предсказаниям; за макроэкономическими агентами можно лишь наблюдать и делать прогнозы на этих наблюдениях. Экономическая модель является упрощенной формой для изучения экономики в целом. Многие экономические модели имеют серьёзные недостатки и не учитывают многие важные факторы.
Анализируется экономика с помощью графиков, таблиц, схем, математических функций. При этом, изучению подлежат макроэкономические переменные, которые могут быть или экзогенными, то есть происходящими вне экономической модели, или эндогенными, которые формируются внутри самой модели.
Все макроэкономические параметры могут рассматриваться как за определенный период времени, так и быть характеризованы на определенный момент. Таким образом, все переменные в макроэкономике делятся на две группы:
- Потоки — переменные, рассматривающиеся за определенный период времени, например, за год. К потокам можно отнести такие параметры, как инвестиции, состояние государственного бюджета (профицит или дефицит), экспорт и импорт, валовой внутренний продукт[38].

- Запасы — показатели, определяющие количество на данный момент времени. К запасам можно отнести размеры богатств, количество безработных, государственный долг[38]

Анализ макроэкономических показателей делится на две группы: позитивный анализ и нормативный. Первый определяет и объясняет поведение экономики, является базой для экономических прогнозов на будущее. Нормативный анализ показывает, что нужно делать и какие экономические преобразования должны быть исполнены. Как правило, нормативный анализ является политическим подходом к исследованию экономики в целом.
Макроэкономические исследования проходят в режиме «ceteris paribus» («при прочих равных условиях»), то есть при рассмотрении одной переменной другие в данный момент не меняются.

### Составляющие экономики
Любая экономика состоит из рынков и экономических агентов. В теории выделяют четыре макроэкономических агента и три рынка. Все составляющие части экономики соединены между собой кругооборотом расходов, доходов и реальных ценностей.

#### Макроэкономические рынки
Рынок факторов производства
Экономическими ресурсами (или факторами производства) принято считать землю, рабочую силу (рынок труда), физический и финансовый капитал.
Некоторые экономисты также добавляют в этот список человеческий капитал: способности, таланты людей, позволяющие увеличить производительность.
Рынок товаров и услуг
Именно на данном рынке происходит формирование совокупных спроса и предложения. При этом, спрос на товары предъявляют все макроэкономические агенты, в то время как предложение создают фирмы, основные производители товаров и услуг. Поскольку на этом рынке ведется обмен реальными ценностями, его также называют реальным рынком.
Финансовый рынок
Финансовый рынок состоит из:
- Денежного рынка, где происходит формирование спроса и предложения на деньги, исследование равновесной ставки процента и денежной массы
- Рынка ценных бумаг: рынка таких финансовых активов, как акции и облигации

#### Макроэкономические агенты
В макроэкономике рассматриваются четыре экономических агента :
- Домохозяйства — являются владельцами экономических ресурсов (факторов производства), основные потребители товаров и услуг. В качестве дохода получают заработную плату за использование фирмами рабочей силы: основного ресурса, производимого домохозяйствами. Платят налоги государству и от него же получают необходимые трансферты, такие как пенсия, пособие по безработице, стипендии студентам, и другие.
- Фирмы — основные производители товаров и услуг, главная цель: максимизация собственной прибыли. Являются основными заемщиками на рынке ценных бумаг. Фирмы получают прибыль с инвестиций в товары и услуги. Основными расходами фирм являются налоги, инвестиционные расходы и плата домохозяйствам за ресурсы.

Домохозяйства и фирмы образуют частный сектор экономики.
- Государство — основной производитель общественных благ, основные цели: перераспределение национального дохода, регулирование экономической активности других агентов и рынков. Получает налоги — свой основной источник дохода, платит трансферты домохозяйствам и субсидии фирмам, если необходимо, делает закупки на рынке товаров. Государство неразрывно контактирует с финансовым рынком.

Частный сектор с государством образуют закрытую экономику.
- Иностранный сектор — международная торговля, обращение капитала и ценных бумаг.

Все четыре макроэкономических агента образуют открытую экономику.

### Основные параметры в макроэкономической теории
В макроэкономической теории рассматриваются следующие основные параметры:
- Потребительские расходы (обозн. С) — расходы домохозяйств на товары и услуги.
- Сбережения домохозяйств (обозн. S) — часть дохода, которую домохозяйства сберегают в банках с целью получения дополнительного дохода с депозитов.

- Инвестиции (обозн. I) —- фирмы закупают капитал с целью увеличения производства товаров и, следовательно, максимизации прибыли
- Государственные закупки товаров и услуг (обозн. G) —- инвестиции государства, зарплата государственным служащим и т. п.
- Чистые налоги (обозн. T) —- разница между налогами и трансфертами. Соотношение государственных закупок и чистых налогов показывает состояние государственного бюджета. Если государственные закупки превышают чистые налоги, то в стране дефицит государственного бюджета, соответственно профицит бюджета означает, что чистые налоги превышают размер государственных закупок.
- Чистый экспорт (обозн. Xn или NX) —- разница между экспортом и импортом. Соотношение экспорта и импорта показывает состояние торгового баланса. Если экспорт превышает импорт, то в стране профицит торгового баланса, если импорт — экспорт, то дефицит торгового баланса, соответственно.
- Совокупный выпуск (обозн. Y)

{\displaystyle Y=C+I+G+Xn=C+S+T} —- формула совокупного выпуска для открытой экономики. В условиях закрытой экономики не учитывается чистый экспорт, в совокупный выпуск для частного сектора не включается размер государственных закупок товаров и услуг.
Функция совокупного выпуска определяет кривую совокупного спроса (eng. Aggregate Demand —- AD). Точка пересечения кривой совокупного спроса с кривыми совокупного предложения (AS) (в краткосрочном и в долгосрочном периоде) показывает равновесие в экономике: равновесные уровень цен и значение совокупного выпуска.
Формула совокупного выпуска также является расчетной формулой валового внутреннего продукта по расходам.

### Система национальных счетов
Совокупность основных параметров макроэкономики образует кругооборот продуктов, доходов и расходов. Модель кругооборота является основой для так называемой системы национальных счетов (сокр. СНС), разработанной в конце 1920-х годов американскими учеными, такими как Саймон Кузнец. Основными параметрами СНС являются: валовой внутренний продукт (ВВП), валовой национальный доход (ВНД), чистый внутренний продукт (ЧВП), чистый национальный доход (ЧНД), валовой национальный располагаемый доход, валовое национальное сбережение. Наиболее известными показателями СНС являются ВВП и национальный доход.
- ВВП — совокупная рыночная стоимость всех конечных товаров и услуг, произведенных на территории данной страны в течение года[45].
- ВНД — совокупный доход, полученный резидентами рассматриваемой страны независимо от места его формирования[46].

Чистые внутренний продукт и национальный доход вычисляются аналогично ВВП и ВНД, но не включают в себя стоимость потребленного основного капитала (то есть амортизацию).
Показатели системы национальных счетов используются не только для вычисления совокупных дохода и выпуска в стране, но и для приблизительного измерения уровня благосостояния населения, то есть уровня обеспеченности страны жизненно необходимыми средствами: материальными, социальными, культурными, духовными, экологическими и другими благами. Для этого используются такие параметры, как объём ВВП на душу населения, уровень национального дохода на душу населения, индекс потребительских цен. Данные «среднедушевые» показатели имеют немалое количество недостатков и не учитывают многие важные критерии, в первую очередь, распределение доходов на душу населения.

## Методология макроэкономики
Макроэкономика изучает экономические процессы с помощью как общих, так и специфических методов. К общенаучным методам в макроэкономике можно отнести: метод научной абстракции, метод анализа и синтеза, метод единства исторического и логического, системно-функциональный анализ, экономико математическое моделирование и сочетание нормативного и позитивного подходов.
Самым ярким специфическим методом макроэкономики является макроэкономическое агрегирование, под которым понимается объединение явлений и процессов в единое целое. Агрегированные величины характеризуют рыночную конъюнктуру и её изменения. К этим величинам относятся ВВП, ВНП, уровень инфляции, безработицы и др. Макроэкономическое агрегирование распространяется на такие экономические субъекты, как домашние хозяйства, фирмы, государство и его иностранные партнёры и на рынки: товаров, услуг, ценных бумаг, денег, труда, реального капитала, валютные и др.
Также широко используются макроэкономические модели, которые выступают абстрактным выражением экономической реальности, но при этом каждая из них не может быть всеобъемлющей, поэтому они классифицированы по различным критериям.

## Макроэкономика и политика государства

### Бизнес-циклы в макроэкономике
При любой экономической системе можно выделить циклические колебания: подъёмы и спады в экономике, вызванные шоками совокупного спроса и совокупного предложения и называемые бизнес-циклами, экономическими или деловыми циклами. Фазами бизнес-циклов являются подъём, «пик», рецессия (или спад) и «дно», то есть кризис. Наиболее глубокую рецессию называют депрессией.
Нередко такие колебания деловой активности непредсказуемы и нерегулярны. Существуют разные по периоду, частоте и размеру циклы деловой активности. Обнаружены и изучены циклы, длящиеся, в среднем, 3-4 года и называемые циклами Китчина. Бизнес-циклы, период которых составляет примерно от семи до одиннадцати лет, являются циклами Жюгляра. Такие циклы, как ритмы Кузнеца, длятся 15-20 лет, в то время как долгосрочные циклы или так называемые циклы Кондратьева — от 45 до 60 лет.
Причины таких циклов могут быть самыми разными: от войн, революций, технологического процесса и поведения инвесторов до, например, количества магнитных бурь за год и рациональности макроэкономических агентов. В общем, такое нестабильное поведение экономики объясняется постоянным дисбалансом между совокупными спросом и предложением, общими расходами и объёмами производства. Теория бизнес-циклов приобрела большую популярность благодаря американскому экономисту Уильяму Нордхаусу. Большой вклад в развитие теории деловых циклов внесли такие люди, как Роберт Лукас, норвежский экономист Финн Кидланд, американец Эдвард Прескотт и австро-американский экономист, социолог и историк Йозеф Шумпетер.
Природа и характер экономических циклов напрямую контактируют с основными проблемами макроэкономики: инфляцией и безработицей. Перегрев экономики, то есть состояние, когда страна находится на пике своих экономических возможностей, нередко вызывает высокие темпы инфляции, то есть стремительный рост или «вздутие» цен. Продолжительная рецессия, в свою очередь, грозит появлением значительного уровня циклической безработицы. Это означает, что сокращают количество рабочей силы сами работодатели, как правило, из-за высоких издержек на заработные платы во время снижения деловой активности в экономике.
Как правило, политика государства зависит от состояния экономики данной страны, то есть от того, на какой фазе цикла находится страна: подъёме или рецессии. Если страна находится в рецессии, то власти проводят стимулирующую экономическую политику, чтобы вывести страну из дна. Если страна испытывает подъём, то правительство проводит сдерживающую экономическую политику, дабы не допустить высоких темпов инфляции в стране. Экономическая теория выделяет два вида экономической политики, которую может проводить государство.

### Фискальная политика
Фискальная политика — стабилизационная политика государства с целью смягчить экономические циклы с помощью изменений параметров совокупных издержек. Основными инструментами данной политики являются чистые налоги и государственные закупки товаров и услуг. Если в стране рецессия, то правительство может либо увеличить закупки, либо уменьшить налоги, с целью увеличить совокупный выпуск. Если же подъём или перегрев экономики, то, наоборот, снизить закупки или увеличить налоги.
Одна из многих положительных черт фискальной политики заключается в том, что данную политику относительно проще проводить государством, чем монетарную, поскольку правительство не принимает специальных, отдельных решений для исполнения фискальной политики. К тому же, представители кейнсианской школы предположили, что при проведении монетарной политики легче управлять процентной ставкой, но инвестиции от этого особо не изменяются.
Фискальная политика имеет и свои недостатки. Государство, как и любой другой макроэкономический агент может нести убытки, то есть иметь дефицит государственного бюджета. Большой запас избыточных средств также вреден для государства. Неграмотное проведение фискальной политики может обернуться серьёзным дисбалансом в государственном бюджете. Основной проблемой фискальной политики экономисты называют эффект Crowding-out (эффект вытеснения), когда при росте государственных расходов, из-за определенной реакции на рынке заемных средств, снижается объём инвестиций в страну, что замедляет темпы развития страны.

### Монетарная политика
Монетарная политика — стабилизационная политика государства с целью смягчить экономические циклы с помощью изменения Центральным банком предложения денег. Чтобы изменять предложение денег в обращении, Центральный Банк может изменять норму обязательных резервов для коммерческих банков, оперировать на открытом рынке, то есть продавать или покупать государственные облигации у населения, или же напечатать деньги.
Преимущество монетарной политики состоит в том, что банковская система реагирует быстрее на монетарную политику, нежели на фискальную. Стимулирующая монетарная политика также выгодна не только населению, но и коммерческим банкам, поскольку при увеличении денежной массы банки могут выдавать больше кредитов.
Как недостаток монетарной политики можно выделить то, что изменение предложение денег зависит не только от Центрального Банка, но и от рациональности коммерческих банков и поведения домохозяйств, что нередко делает монетарную политику более длительной по исполнению, чем фискальная.

### Экономический рост
Одной из важнейших задач макроэкономической политики является обеспечение высоких темпов экономического роста. На теоретическом уровне причинами различий в уровне доходов населения и долгосрочных темпах экономического роста между странами, а также условиями выхода стран на траекторию устойчивого развития и поддержания высоких темпов роста на длительном временном отрезке занимается теория экономического роста. Первые исследования, изучающие эти проблемы, появились в конце XVIII века, когда наиболее распространённой концепцией стало мальтузианство, центральной идеей которого было уменьшение рождаемости. С середины 1930-х годов в экономической науке начало доминировать кейнсианство, основной концепцией которого в вопросах экономического роста с середины 1940-х годов стала теория «большого толчка». Она предполагала аккумулирование государством средств при помощи фискальной и кредитно-денежной политики для проведения индустриализации экономики за счёт государственных инвестиций. В конце 1950-х годов в вопросах экономического роста стали доминировать неоклассические модели, которые не предполагали никаких рецептов выхода на траекторию устойчивого роста, концентрируясь на вопросах достижения равновесия и его устойчивости. В конце 1980-х годов были разработаны модели, объясняющие экономический рост за счёт внешних эффектов от капитала, как физического, так и человеческого, которые не подтвердились эмпирически. В начале 1990-х годов были разработаны модели, объясняющие экономический рост как следствие монопольной прибыли от производства разрабатываемых в секторе НИОКР новых товаров. В настоящее время своё видение причин и механизмов экономического роста предлагают новая классическая теория, новая институциональная теория и единая теория роста.